# Aglaophamus surrufa
Aglaophamus surrufa är en ringmaskart som beskrevs av Fauchald 1972. Aglaophamus surrufa ingår i släktet Aglaophamus och familjen Nephtyidae. Inga underarter finns listade i Catalogue of Life.